# Dallıtepe, Bingöl
Dallıtepe là một xã thuộc thành phố Bingöl, tỉnh Bingöl, Thổ Nhĩ Kỳ. Dân số thời điểm năm 2010 là 80 người.